# Zendaya (álbum)
Zendaya es el álbum debut de la cantante y actriz estadounidense Zendaya, lanzado el 17 de septiembre de 2013, bajo el sello discográfico Hollywood Records. Zendaya es conocida en el medio actoral por interpretar el rol de Raquel «Rocky» Blue en la serie original de Disney Channel, Shake It Up. Ella comenzó a grabar para el álbum poco después de que firmó con Hollywood Records en agosto de 2012. El género del álbum es pop rítmico. Zendaya describe su sonido como «música pop con un toque urbano». Zendaya ha estado trabajando con numerosos productores y escritores. El primer sencillo, «Replay», fue puesto en libertad el 16 de julio de 2013, y el vídeo musical se estrenó el 15 de agosto de 2013 en VEVO y Disney Channel. El segundo sencillo titulado My Baby, no ha sido nombrado oficialmente.

## Recepción crítica
Allmusic elogió el álbum homónimo, elogiando su producción agregando "Ofrece emociones Pop bastante favorables con respecto a sus trabajos anteriores, respecto a la expresión de sentimientos y emociones". Allmusic continuó comparando al álbum con el debut de Cassie, diciendo "Es un ágil, un primer intento seguro de sí mismo ".

## Rendimiento
El álbum alcanzó el puesto 52 en el Billboard 200 y vendió 21mil copias en su primera semana. El primer sencillo, Replay, llegó al puesto 40 en el Billboard Hot 100.

## Lista de canciones
El 19 de agosto de 2013, Zendaya anunció por su página oficial las doce canciones que forman parte de la edición estándar del álbum. Mientras que se hizo disponible para pre-ordenar el 1 de agosto de 2013.

## Posicionamiento en listas
| Lista (2013)                   | Posición en las listas |
| ------------------------------ | ---------------------- |
| Estados Unidos (Billboard 200) | 51                     |

### Listas semanales
Estados Unidos

### Lista de canciones
| N.º   | Título                   | Escritor(es)                                                                | Productor(es)                           | Duración |  |
| 1.    | «Replay»                 | Zendaya, Mick Schultz, Tiffany Fred y Paul Shelton                          | Mick Schultz                            | 3:29     |  |
| 2.    | «Fireflies»              | Dawn Richard Angelique, Harmony Samuels y Andrew Scott                      | Harmony Samuels                         | 4:13     |  |
| 3.    | «Butterflies»            | Sam Watters, Clarence Coffee, Jordan Johnson, Stefan Johnson y Marcus Lomax | The Monsters and the Strangerz          | 4:47     |  |
| 4.    | «Putcha Body Down»       | Jonas Jeberg, Marlin Bonds y C.J. Holland                                   | Jonas Jeberg                            | 3:19     |  |
| 5.    | «Heaven Lost an Angel»   | Zendaya, Coffee, J. Johnson, S. Johnson y Marcus Lomax                      | The Monsters and the Strangerz          | 3:11     |  |
| 6.    | «Cry for Love»           | James Roston y Chris Aparri                                                 | James Roston y Chris Aparri             | 3:48     |  |
| 7.    | «Only When You're Close» | Zendaya, Autumn Rowe, Coffee, J. Johnson, S. Johnson y Marcus Lomax         | The Monsters and the Strangerz          | 3:44     |  |
| 8.    | «Bottle You Up»          | Mitch Allan, Jason Evigan y Livvi Franc                                     | Mitch Allan y Jason Evigan "The Suspex" | 3:38     |  |
| 9.    | «Scared»                 | Ronald Jackson, Robert Allen, Fred y Shelton                                | Ronald Jackson y Robert Allen           | 2:57     |  |
| 10.   | «Love You Forever»       | Zendaya, Nick Jonas, Marcus Kincy, Fred y Shelton                           | Nick Jonas                              | 4:07     |  |
| 11.   | «My Baby»                | Zendaya, Nicholas Balding y Robert Brackins                                 | NicNac                                  | 3:07     |  |
| 39:29 |                          |                                                                             |                                         |          |  |